# Jean-Baptiste Morin (compositor)
Jean-Baptiste Morin   (Orleans, 2 de febrer de 1677 - París, 27 d'abril de 1745) va ser un compositor francès i el director de la Música a Felip d'Orleans, Regent de França, abans i potser durant la seva regència. De 1719 a 1731 Morin va ser Mestre de musica de Louise Adélaïde d'Orléans, filla del duc, a l'abadia reial de Chelles, prop de París.
Morin va néixer a Orléans. Va escriure nombroses obres, incloent el més famós d'un conjunt de cantates (publicat entre 1706 i 1712). Aquests van proporcionar una fusió d'un francès amb l'estil italià llavors popular a la cort de Regent. Morin va assenyalar en el prefaci de l'edició de 1706 els seus esforços "de conservar la dolçor de l'estil francès de la melodia, però amb major varietat en els acompanyaments, i emprant aquells ritmes i modulacions característics de la cantata italiana". Morin va dedicar el volum al seu patrocinador reial. Va publicar també dos llibres famosos de Motets (1704 / 2n ed 1748; 1709) i un processional per a Chelles (1726).
El seu divertiment La Chasse du Cerf (octubre de 1707, llibret del seu amic i protector, Jean de Serré de Rieux (en el moment: François-Joseph de Seré, senyor de Rieux, prop de Beauvais), parlamentari parisenc, poeta i gran aficionat a la música) proporciona el motiu del crit a la caça que Haydn, més tard va emprar en la seva Simfonia núm. 73. Morin mor a París el 1745 (i no 1754: cf. el seu 'Inventaire après décés' a París, Arxius nacionals).